# جان بيار هانسن
جان بيار هانسن هو شخصية أعمال بلجيكي، ولد في 25 أبريل 1948.